# Дягілевський табір № 179
Дягілевський табір № 179 (пол. Obóz nr 179 w Diagilewie) — радянський спецтабір Наркомату внутрішніх справ СРСР, де утримувалися інтерновані вояки Армії Крайової (АК). Утворений наприкінці німецько-радянської війни у селі Дягілево під Рязанню.  

## Історія
У квітні 1945 у табір надійшла партія чисельністю 1515 осіб з Осташковського табору НКВС № 45. У тому ж місяці сюди перевели всіх поляків із табору № 178. Загалом тут утримували близько 3000 офіцерів і солдатів. У таборі опинилося багато чільних командирів АК і представників цивільної влади Польської підпільної держави: урядовий уповноважений у Білостоцькому воєводстві Юзеф Пшибишевський, уповноважений уряду в Люблінському воєводстві Владислав Холєва, командувач Люблінського округу АК полковник Казімєж Тумідайський (на псевдо «Марцін»), командувач Віленсько-Новогрудського округу АК полковник Александер Кшижановський («Вовк»), командувач Львівської області АК Владислав Філіпковський («Янка»), командувач Тернопільського округу АК підполковник Францішек Студзінський, командувач Львівського округу АК підполковник Стефан Червінський, командир 9-ї дивізії АК бригадний генерал Людвік Бітнер («Галька»), командир 3-ї дивізії АК полковник Адам Світальський, командир 8-ї дивізії АК полковник Ієронім Сушинський, колишній командир 27-ї Волинської дивізії АК майор Тадеуш Штумберк-Рихтер, начальник Білостоцького інспекторату АК майор Владислав Кауфман.
У березні 1947 р. Юзеф Циранкевич і Генеральний прокурор СРСР А. Вишинський обмінялися листами з питання звільнення «поляків, інтернованих при очищенні тилів під час війни». Проте шлях додому лежав для них через інші сталінські табори, де вояків АК тримали по кілька місяців. 29 червня 1947 3000 ув'язнених тут людей розпочали голодний протест, що спричинило загибель полковника Казімєжа Тумідайського внаслідок примусового харчування. Після цього голодування поляків розвезли в Боровичі, Череповець, Устишори, Мочилища. 